# Aposteira
Aposteira là một chi bướm đêm thuộc họ Geometridae.